# One57
Le One57 est un gratte-ciel situé dans le quartier de Midtown (centre) de l'arrondissement de Manhattan, dans la ville de New York, aux États-Unis. Il est situé au 157 de la 57e rue Ouest. Avec une hauteur de 1 005 pieds, soit environ 300 mètres, il est à son ouverture la tour résidentielle la plus haute de New York, mais est dépassé en 2015 par le 432 Park Avenue.

## Histoire

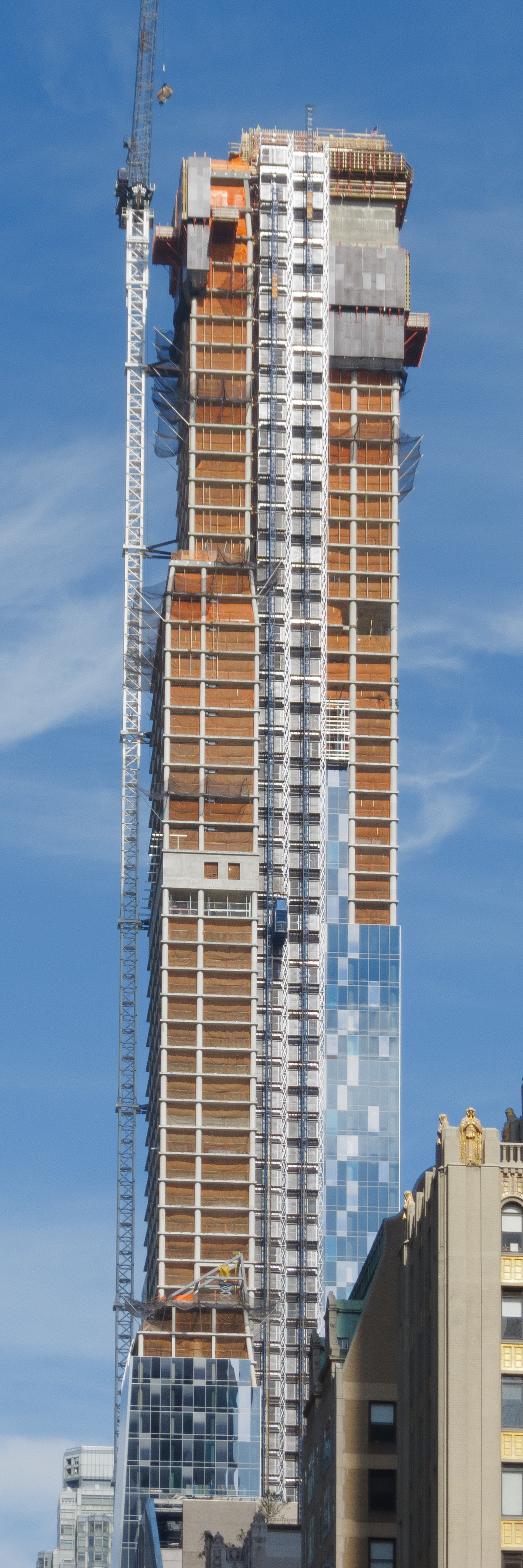
La tour en construction en août 2012.

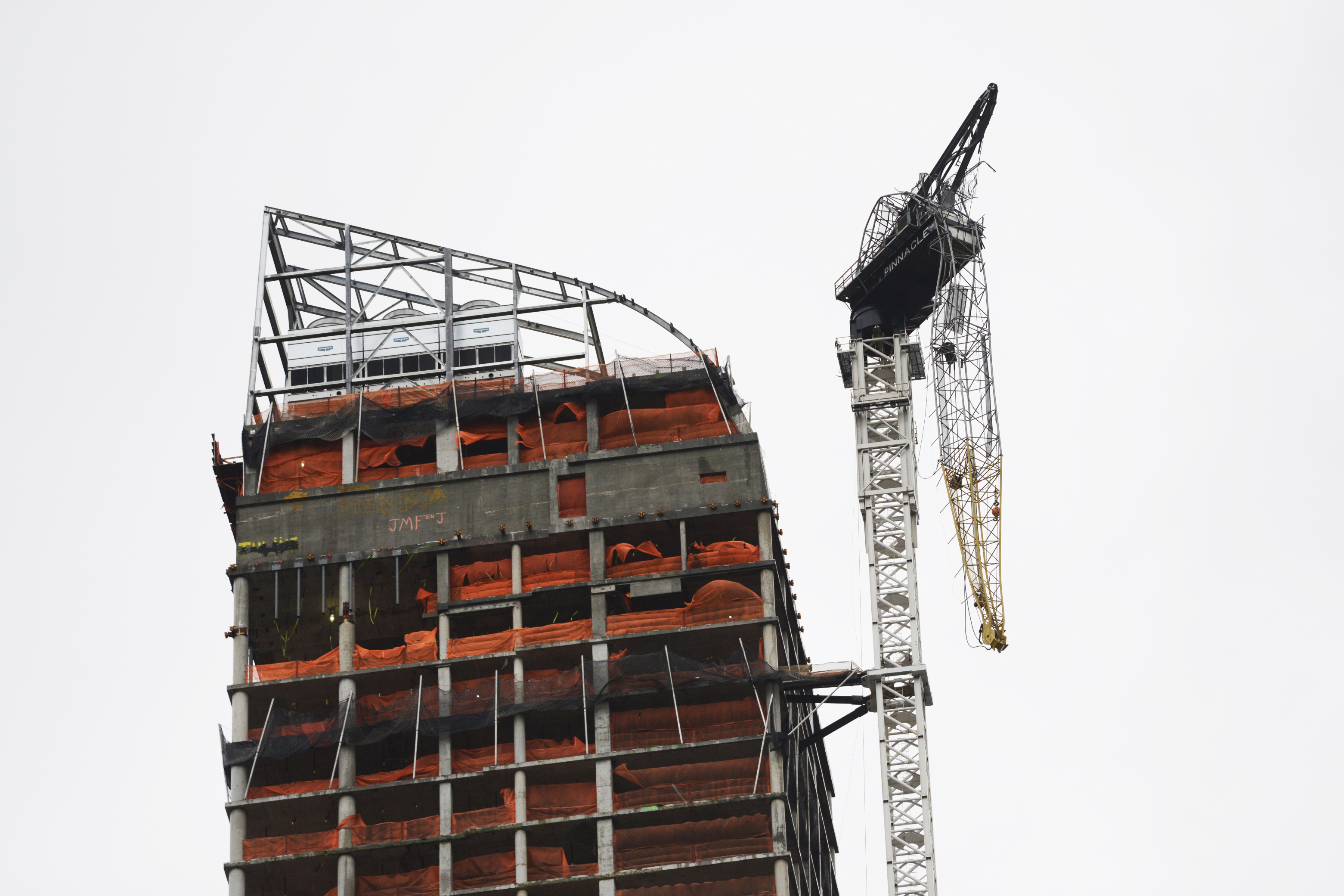
Après le passage de l'Ouragan Sandy en octobre 2012.

L'édifice a été dessiné par l'architecte français Christian de Portzamparc et les architectures d'intérieur sont l'œuvre de l'architecte danois Thomas Juul-Hansen. Il compte 92 appartements. Les services de conciergerie sont assurés par les services d'hôtellerie de luxe Park Hyatt.
Le prix des appartements des deux derniers étages avoisinent les 90 millions de dollars et ceux des sept étages inférieurs sont compris entre 45 et 50 millions de dollars. Le nombre restreint de propriétaires des appartements des neuf derniers étages, milliardaires pour la plupart, leur a valu le nom de global billionaires' club (club mondial des milliardaires).
Des grosses fortunes telles que le Hong-kongais Silas Chou ou le Canadien Lawrence Stroll ont chacun acheté un appartement à $50 millions et le 50e ministre du Qatar s'est offert le "la crush" en duplex au dernier étage de la tour pour la somme de £100 millions. En 2014, Michael Dell, le fondateur des ordinateurs Dell, a acheté un duplex pour 100 millions de dollars en haut du building.